# Jenifer Brening
Jenifer Brening (Berlijn, 15 december 1996) is een Duitse zangeres.

## Biografie
Brening startte haar muzikale carrière in 2012 door deel te nemen aan een talentenjacht op Sat.1. Twee jaar later nam ze ook deel aan Deutschland sucht den Superstar, evenwel zonder succes. Begin 2018 waagde ze haar kans in de San Marinese preselectie voor het Eurovisiesongfestival. Aan de zijde van Jessika Muscat won ze de finale, waardoor ze mocht deelnemen aan het Eurovisiesongfestival 2018, dat gehouden werd in de Portugese hoofdstad Lissabon. Ze raakte er niet voorbij de halve finale.
2008: Miodio · 
2011: Senit · 
2012: Valentina Monetta · 
2013: Valentina Monetta · 
2014: Valentina Monetta · 
2015: Michele Perniola & Anita Simoncini · 
2016: Serhat · 
2017: Valentina Monetta & Jimmie Wilson · 
2018: Jessika feat. Jenifer Brening · 
2019: Serhat · 
2021: Senhit feat. Flo Rida · 
2022: Achille Lauro · 
2023: Piqued Jacks · 
2024: Megara · 
2025: Gabry Ponte
- Gemeinsame Normdatei: 1119160952
- MusicBrainz: 3a5c8663-b2a4-40b7-a9de-e00b8cd49073
- Virtual International Authority File: 6195147967366584200003
- WorldCat: E39PBJtxkFkmHXd8QDvWYJ3qQq